# Graubauch-Hakenschnabel
Der Graubauch-Hakenschnabel (Diglossa carbonaria) auch Grauschulter-Hakenschnabel ist eine Vogelart aus der Familie der Tangaren (Thraupidae). Die Art hat ein großes Verbreitungsgebiet, das die südamerikanischen Länder Argentinien und Bolivien umfasst. Der Bestand wird von der IUCN als nicht gefährdet (Least Concern) eingeschätzt.

## Merkmale
Der Graubauch-Hakenschnabel erreicht eine Körperlänge von etwa 12,5 Zentimetern. Der nach oben gewandte schwarze Schnabel hat eine hakenförmige Spitze. Die Oberseite des Männchens ist schwarz, wobei der Schulterbereich hellgrau und der Bürzel dunkelgrau sind. Das Hellgrau der Brust und des Bauchs ist von breiten Streifen durchzogen. Die Färbung um die Kloake ist rötlich braun. Der Geschlechtsdimorphismus ist nicht besonders ausgeprägt, einzig die Schwarzfärbungen im Federkleid des Männchens werden beim Weibchen durch ein Schwarzgrau ersetzt.

## Verbreitung und Lebensraum

Verbreitungsgebiet des Graubauch-Hakenschnabels (grün) in Brasilien

Man findet die Vögel in den feuchten bis eher trockenen Zonen der Anden in Höhen zwischen 2100 und 4300 Metern, wobei sie trockenere Gebiete mit kargen Böden bevorzugen. Dies ist auch der Grund, warum sie in der Regenzeit in höhere Regionen migrieren. Sie bewegen sich vorwiegend in den unteren Stratifikationsschichten, sehr selten am Boden oder oberhalb dieser Schicht. Meist sieht man sie in dichtem Berggestrüpp und an Berghängen mit Brachyotum-Hecken oder Gynoxys-Büschen. Hin und wieder wurden sie auch an Eukalypten beobachtet. Die Vögel sind in den bolivianischen Departamentos La Paz, Cochabamba, Santa Cruz und Chuquisaca relativ häufig präsent. In Argentinien kommen sie nur sehr selten im extremen Nordosten des Landes vor. Aufgrund der Seltenheit könnte es sich hierbei auch um verirrte Einzelexemplare handeln. Ein Bericht von Manuel Alberto Plenge aus dem Jahre 1974 berichtet von Vorkommen in San Mateo in der Region Lima. Der Autor bezieht sich auf eine Publikation von Maria Koepcke aus dem Jahre 1952, indem sie eine Unterart D. c. brunneiventris aus Zárate beschreibt, so dass es sich in Wirklichkeit um den Schwarzkehl-Hakenschnabel handelt.

## Verhalten
Normalerweise sieht man die Graubauch-Hakenschnäbel alleine, in Paaren oder kleineren Familiengruppen. Sie bewegen sich nervös im Laubwerk und legen nur kurze Pausen zum Besuch von Blüten ein. Hierbei kann man sie auch an Ästen und Zweigen hängend beobachten. Bei der Suche nach Nektar durchbohren sie mit ihrem Schnabel die Blumenkronen insbesondere von Schwarzmundgewächsen. Durch die Art und Weise ihrer Nahrungsaufnahme sind sie ein wichtiger Faktor für die Bestäubung der Pflanzen. Sie sind territorial und verteidigen ihr Gebiet recht aggressiv, indem sie ihre Artgenossen verscheuchen.

## Kladistik
Der Graubauch-Hakenschnabel gilt als monotypisch. Zusammen mit dem Schwarzhakenschnabel (Diglossa humeralis), dem Méridahakenschnabel (Diglossa gloriosa) und dem Schwarzkehl-Hakenschnabel (Diglossa brunneiventris) bildet er eine Superspezies. Im Nordosten des Departamento La Paz wurde ein geringer Anteil von Hybridisierung zwischen Graubauch-Hakenschnabel und Schwarzkehl-Hakenschnabel festgestellt.

## Etymologie und Forschungsgeschichte
Ursprünglich beschrieben Alcide Dessalines d’Orbigny und Frédéric de Lafresnaye den Schwarzkehl-Hakenschnabel unter dem Namen Serrirostrum carbonarium. Als Sammelort gab sie Sica Sica in der Provinz Ayopaya an. Im Jahr 1832 führte Johann Georg Wagler den neuen Gattungsnamen Diglossa für den Zimtbauch-Hakenschnabel (Diglossa baritula) ein. Dieser Name setzt sich aus »di-, dis, duo δι-, δις, δυο« für »doppelt, zweifach, zwei« und »glōssa γλωσσα« für »Zunge« Der Artname leitet sich vom lateinischen »carbonarius« für »kohlefarben, schwarz, schwärzlich« bzw. von »carbo, carbonis« für »Kohle« ab.